# Soichiro Honda
Pour les articles homonymes, voir Honda (homonymie).
Soichiro Honda (本田 宗一郎, Honda Sōichirō), né le 17 novembre 1906 et mort le 5 août 1991, est un ingénieur et industriel japonais, fondateur de la Honda Motor Company en 1948. Il quitte la présidence de la société en 1973. Il est l’exemple du simple mécanicien aussi inventif qu'ambitieux à l’origine d’un constructeur automobile multinational. Honda devint numéro un mondial de la moto en moins de dix ans, puis un géant de l'automobile.

## Biographie

### Jeunesse
Soichiro Honda est né le 17 novembre 1906 dans un petit village, nommé Kōmyō, à 270 kilomètres de Tokyo dans la région de Shizuoka. Son père, Gihei Honda, est un forgeron local mais il se révèle habile de ses mains, notamment en art dentaire lorsque le besoin s'en fait sentir. Sa mère, Mika, est tisserande.
Honda développe un esprit scientifique, dans la recherche de développement de nouvelles technologies. La famille n'est pas riche, mais Gihei Honda inculque à ses enfants l'éthique du dur labeur et un amour de la mécanique des choses. Un moulin à riz installé à proximité est alimenté par un petit moteur dont le son fascine Soichiro. À l'école, il obtient le surnom affectif de « nez de belette noire » parce que son visage est toujours sale à force d'aider son père dans la forge. Les bicyclettes que vend son père dans une petite boutique lui permettent d'affiner ses compétences d'ingénierie. Le rêve de conception d'une automobile de route l'amène à suivre des études de mécanique. Un de ses meilleurs souvenirs est le jour où une Ford modèle T traversa son village. Quand il a vu cet engin Soichiro fut fasciné. Une voiture sans chevaux.
Il abandonne l'école à 15 ans pour aller travailler à Tokyo dans un petit garage automobile. Le 1er septembre 1923 surgit un tremblement de terre frappant le Japon. Il dévaste Tokyo et fait 140 000 morts. Tous les employés rentrent chez eux afin de réparer les dégâts, à l'exception de Soichiro et du chef d'atelier. Cela permet à Soichiro de recevoir une formation complète en réparation automobile.

### Empire

#### Art Shokai
En 1922 Honda travaille dans un magasin d'automatique à Tokyo appelé Art Shokai. Au départ, il n'a que des tâches subalternes, mais de plus en plus, il devient un mécanicien de confiance. Il travaille quelques années plus tard sur la voiture de course Art Daimler, puis la fameuse machine né du mariage d'un moteur d'avion Curtiss et d'un châssis américain Mitchell. La nécessité de fabriquer des pièces pour ce monstre lui apprend les bases du métier qui lui apporteront plus tard dans sa vie, le succès. L'expérience de Honda a augmenté en proportion avec son ambition. En 1928, il ouvre son propre garage à Hamamatsu et y consacre son temps libre à la construction de voitures de course, dont une nommée Art Shokai Auto.

#### Honda Motor Company

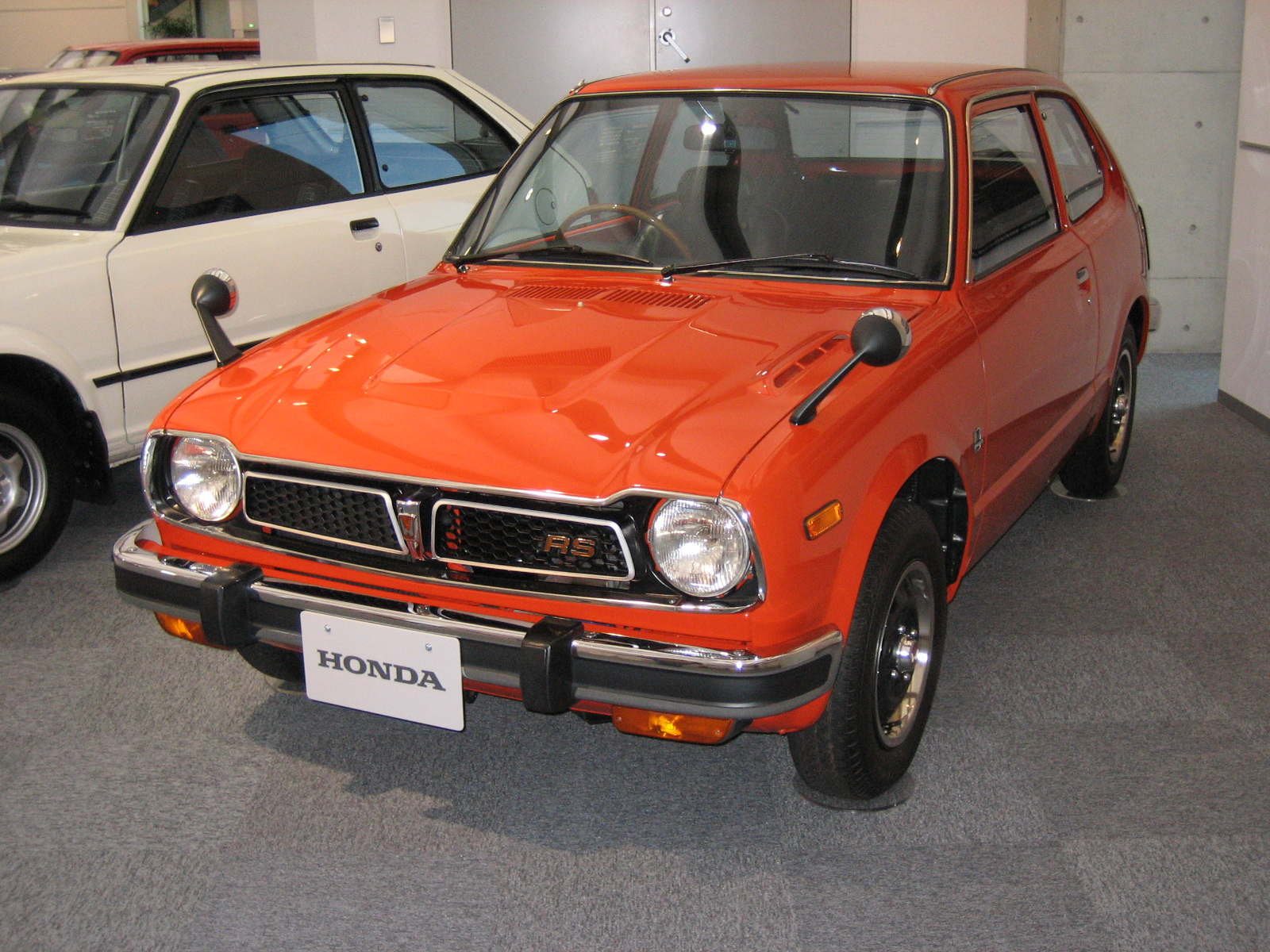
Honda Civic RS

Pendant ce temps, Honda participe également à des courses automobiles et est intéressé, non seulement par les voitures, mais également par les motocyclettes. Bientôt, il s'expérimente à des moteurs, et en 1937, il organise la société Tohai Seiki Heavy Industry de fabrication de pistons, dont certains sont vendus à Toyota, un grand constructeur automobile japonais. En 1940, il conçoit et fabrique un petit moteur qui peut être rattaché à un vélo pour créer une moto. C'est un franc succès.
Encouragé par ces premiers succès, il fonde en 1948, la Honda Motor Company. L'année suivante, Honda fabrique une petite moto appelée la « Dream D » et se prépare à entrer dans le très concurrentiel marché japonais, par l'intermédiaire d'une massive campagne de publicité efficace. Une décennie plus tard, Honda est le premier fabricant de moto dans le monde et possède la plus grande part du marché américain de moto.
Soichiro Honda attire l'attention de la presse et, contrairement à la plupart des hommes d'affaires japonais, il n'est pas dérangé par la presse. Petit homme bavard, il est l'opposé de ce que les Occidentaux imaginent des hommes d'affaires japonais. Par exemple, il accorde des promotions aux cadres sur la base de la performance plutôt que l'âge, une pratique inhabituelle en général des entreprises japonaises. En outre, Honda exprime ouvertement son admiration pour les entreprises américaines.

#### Automobiles
Honda introduit la Civic sur le marché américain en 1972. La popularité de la Civic est importante durant les années 1970, et, en 1980, Honda vend 375 000 voitures sur le marché américain, près de trois fois plus que Subaru et deux fois plus que Mazda, mais encore derrière Toyota et Nissan. Les raisons de ce succès sont évidentes : Honda combine de haute qualité avec efficacité et économie. Mais ses petites voitures sont néanmoins toujours restreintes à un petit marché. À la fin des années 1970 et au début des années 1980, Honda étend son automobile à l'outre-mer. En 1979, il ouvre un magasin de motos près de Columbus, dans l'Ohio, et une usine automobile peu après, ce qui incite d'autres sociétés japonaises à suivre son exemple.
Soichiro Honda démissionne en 1973, mais demeure dans la société en tant que  « conseiller suprême ». En 1988, il devient le premier constructeur automobile japonais à entrer dans l'automobile Hall of Fame. 

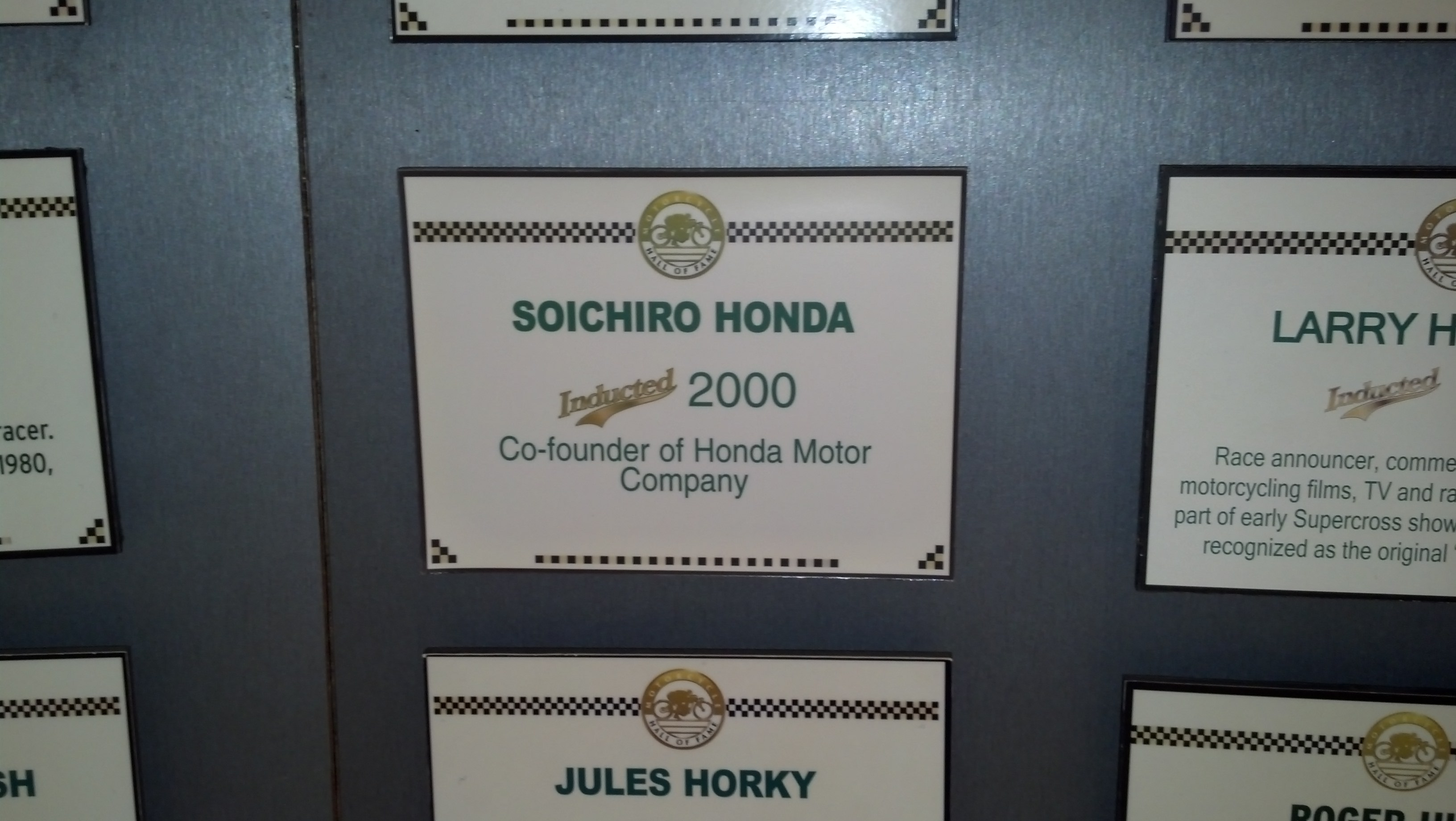
Plaque au Motorcycle Hall of Fame Museum, Pickerington

Honda meurt d'insuffisance hépatique le 5 août 1991, dans un hôpital de Tokyo. Son épouse Sachi est décédée en 2013 à 99 ans.